# Alloue
 Alloue  es una comuna y población de Francia, en la región de Poitou-Charentes, departamento de Charente, en el distrito de Confolens y cantón de Champagne-Mouton. Está integrada en la Communauté de communes du Confolentais .

## Demografía
| 923 | 818 | 758 | 649 | 599 | 531 |
| Para los censos de 1962 a 1999 la población legal corresponde a la población sin duplicidades (Fuente: INSEE [Consultar]) |     |     |     |     |     |